# Myiodactylus maculatus
Myiodactylus maculatus is een insect uit de familie van de Nymphidae, die tot de orde netvleugeligen (Neuroptera) behoort. 
Myiodactylus maculatus is voor het eerst wetenschappelijk beschreven door New in 1986.